# Пембина (Северна Дакота)
Пембина (енгл. Pembina) град је у америчкој савезној држави Северна Дакота.

## Демографија
По попису из 2010. године број становника је 592, што је 50 (-7,8%) становника мање него 2000. године.
| Група             | 2000.       | 2010.       |
| Белци             | 619 (96,4%) | 557 (94,1%) |
| Афроамериканци    | 1 (0,2%)    | 3 (0,5%)    |
| Азијати           | 3 (0,5%)    | 6 (1,0%)    |
| Хиспаноамериканци | 12 (1,9%)   | 8 (1,4%)    |
| Укупно            | 642         | 592         |